# Guereng
Guereng est un village de la commune de Mayo-Baléo situé dans la région de l'Adamaoua et le département du Faro-et-Déo, à proximité de la frontière avec le Nigeria.

## Population
En 1971, Guereng comptait 150 habitants, principalement Koutine (ou Pere).
Lors du recensement de 2005, le village comptait 141 personnes, 73 de sexe masculin et 68 de sexe féminin.

## Agriculture et élevage
La quasi-totalité des villageois vivent de l'agriculture. L'élevage du petit bétail (le mouton, la chèvre, le porc et le volaille) y est également présent.